# Tillandsia andreana
Tillandsia andreana är en gräsväxtart som beskrevs av Charles Jacques Édouard Morren och Éduard-François André. Tillandsia andreana ingår i släktet Tillandsia och familjen Bromeliaceae. Inga underarter finns listade i Catalogue of Life.